# 阿拜 (卢森堡省)
阿拜（法語：Habay，法語發音：[abɛ]；戈姆方言：Habâ）是比利时瓦隆大区盧森堡省維爾通區的一个市镇，通行法语，是比利时法语社群的一部分，人口8,387人（2018年1月1日）。